# ريتشارد إل. فريدمان
ريتشارد إل. فريدمان (بالإنجليزية: Richard L. Friedman)‏ هو شخصية أعمال أمريكي، ولد في 6 ديسمبر 1940.